# Alejandro Guglielmo
Alejandro Guglielmo (Buenos Aires, Argentina, 4 de enero de 1992) es un futbolista argentino. Juega de volante y actualmente milita en el Platense de la Liga Nacional de Honduras. Su primer club fue Deportivo Armenio.

## Trayectoria
Alejandro Guglielmo comenzó su carrera profesional con Deportivo Armenio. Entró en nómina por primera vez el 21 de noviembre de 2012 durante un encuentro válido por la Copa Argentina contra El Porvenir. El 27 de marzo de 2013 volvió a aparecer entre los suplentes durante un juego contra Newell's Old Boys, también válido por la Copa, que se perdió por 1 a 2.
Debutó con la camiseta tricolor el 20 de abril de 2013, durante la 37.ª fecha de la Primera B Metropolitana 2013, en una victoria por la mínima de Deportivo Armenio contra Villa Dálmine. Ese día, Guglielmo ingresó al minuto 35 del segundo tiempo en reemplazo de Nahuel Peralta. 
Al año siguiente, Guglielmo fue transferido a J. J. Urquiza. Después, en 2015, pasó a jugar con Jorge Newbery de Junín. Finalmente, en 2018, recaló en el Club Social y Deportivo Moquehuá.
El 26 de diciembre de 2019 fue fichado por el Platense de Honduras.

## Clubes
| Club                  | País      | Año               |
| --------------------- | --------- | ----------------- |
| Deportivo Armenio     | Argentina | 2012 - 2013       |
| J. J. Urquiza         | Argentina | 2014              |
| Jorge Newbery (Junín) | Argentina | 2015 - 2017       |
| Moquehuá              | Argentina | 2018 - 2019       |
| Platense              | Honduras  | 2020 - Actualidad |